# PolyGram Filmed Entertainment
PolyGram Filmed Entertainment (PFE) foi uma empresa cinematográfica de origem britânica-neerlandesa que fazia parte da empresa fonográfica PolyGram. A sede da PFE era situada em Londres e lá também eram realizadas a maioria das produções. PFE é principalmente conhecida pelo filme Elizabeth sobre a vida de Isabel I de Inglaterra.
Após a PolyGram ser adquirida em 1998 pela empresa canadense Seagram, a PolyGram FE tornou-se subsidiária da Universal Studios. Rapidamente a empresa virou nada mais que um selo e em 2001 (um ano após a formação da Vivendi Universal da fusão da  Vivendi e da Seagram) a PFE foi suspendida e suas posses foram adquiridas pela Universal Studios.

## Empresas cinematográficas
- Working Title Films (Reino Unido), adquirida em 1991
- Propaganda Films (Estados Unidos), adquirida em 1991
- Interscope Entertainment (Estados Unidos)
- Gramercy Pictures
- A&M Films
- Island Pictures
- Cinéa (França)
- Rogue Pictures (Estados Unidos)
- ITC Entertainment (Reino Unido)